# أنطونيو أرياس بيرنال
أنطونيو أرياس بيرنال (بالإسبانية: Antonio Arias Bernal)‏ هو رسام كارتون مكسيكي، ولد في 10 مايو 1913 في مدينة أغواسكاليينتس في المكسيك، وتوفي في 30 ديسمبر 1960 في مدينة مكسيكو في المكسيك.